# Step by Step (高橋由美子の曲)
- 高橋由美子 > Step by Step (高橋由美子の曲)
- 魔神英雄伝ワタルシリーズ > 魔神英雄伝ワタル2 > Step by Step (高橋由美子の曲)

「Step by Step」は、1990年4月21日に発売された高橋由美子のデビュー・シングルである。

## 概要
日本テレビ系アニメ『魔神英雄伝ワタル2』の前期オープニングテーマとして起用され、「君に止まらない〜MY GIRL, MY LOVE」は同アニメの前期エンディングテーマとして起用された。
同年6月のサントラ『魔神英雄伝ワタル2 音楽篇I』にも収録されたが、高橋由美子のアルバムへの収録は3年後に発売されたベスト・アルバム『STEPS -SINGLE COLLECTION-』まで待つことになる。また、パチンコ『CR魔神英雄伝ワタル』では「Fight!」と共に挿入歌として使用されている。

## 収録楽曲
- 全編曲：萩田光男

1. Step by Step（『魔神英雄伝ワタル2』前期オープニングテーマ）
  - 作詞作曲：立花瞳
2. 君に止まらない〜MY GIRL, MY LOVE（『魔神英雄伝ワタル2』前期エンディングテーマ）
作詞：山本秀行 / 作曲：瀬井広明